# Metapsyllaephagus
Metapsyllaephagus is een geslacht van vliesvleugeligen uit de familie Encyrtidae. De wetenschappelijke naam van dit geslacht is voor het eerst geldig gepubliceerd in 1980 door Myartseva.

## Soorten
Het geslacht Metapsyllaephagus omvat de volgende soorten:
- Metapsyllaephagus desantisi Myartseva, 1980
- Metapsyllaephagus elegans (Mercet, 1921)
- Metapsyllaephagus eremita Myartseva, 1980
- Metapsyllaephagus kalinai (Trjapitzin, 1989)
- Metapsyllaephagus myartsevae Trjapitzin, 1989
- Metapsyllaephagus popovi (Trjapitzin, 1967)
- Metapsyllaephagus sugonjaevi Trjapitzin, 1989
- Metapsyllaephagus talassio Myartseva, 1980
- Metapsyllaephagus tashlievi Myartseva, 1980
- Metapsyllaephagus theodosicus Trjapitzin, 1982
- Metapsyllaephagus translineatus (Hoffer, 1970)